# Andrewesia
Andrewesia is een geslacht van kevers uit de familie van de loopkevers (Carabidae). De wetenschappelijke naam van het geslacht is voor het eerst geldig gepubliceerd in 1932 door Csiki.

## Soorten
Het geslacht Andrewesia omvat de volgende soorten:
- Andrewesia apicalis (Chaudoir, 1872)
- Andrewesia australica Baehr, 2009
- Andrewesia obesa (Andrewes, 1923)